# Camptandra
Camptandra es un género de plantas con flores perteneciente a la familia Zingiberaceae. Comprende seis especies.

## Especies seleccionadas
- Camptandra angustifolia
- Camptandra gracillima
- Camptandra latifolia
- Camptandra ovata
- Camptandra parvula
- Camptandra tahanensis